# Стара Майна
Стара Майна (на руски: Старая Майна) е селище от градски тип в Русия, административен център на Старомайнски район, Уляновска област. Населението му към 1 януари 2018 година е 6169 души.